# Lilltjärnen (Vännäs socken, Västerbotten)
Lilltjärnen är en sjö i Vännäs kommun i Västerbotten och ingår i Umeälvens huvudavrinningsområde. Lilltjärnen ligger i Åtmyrberget Natura 2000-område.